# Astragalus zemuensis
Astragalus zemuensis är en ärtväxtart som beskrevs av William Wright Smith. Astragalus zemuensis ingår i släktet vedlar, och familjen ärtväxter. Inga underarter finns listade i Catalogue of Life.